# Council of Conservative Citizens

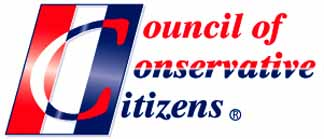
Logo du Council of Conservatice Citizens

Le Council of Conservative Citizens (CofCC ou CCC) est une organisation suprémaciste blanche américaine,. Fondé en 1985, il prône le nationalisme blanc et soutient certaines causes paléoconservatrices . Dans la déclaration de principes de l'organisation, il déclare qu'il « s'oppose à tous les efforts pour mélanger les races de l'humanité ».
Basée à St. Louis, Missouri, l'organisation compte en 2015 comme président Earl Holt, Jared Taylor est le porte-parole du groupe et Paul Fromm son directeur international.
Le CofCC fait remonter sa provenance au Conseil des citoyens d'Amérique, ségrégationniste, qui a été fondé en 1954, mais qui était tombé dans l'obscurité en 1973. La liste de diffusion originale du CofCC provenait du Citizen's Council, tout comme plusieurs membres de son conseil d'administration,.

## Histoire
Le Council of Conservative Citizens est fondé en 1985 à Atlanta en Géorgie, puis déménage à St. Louis. Le CofCC est formé par des suprémacistes blancs, y compris certains anciens membres des Citizens' Councils of America, parfois appelés les White Citizens' Councils, une organisation ségrégationniste qui a joué un rôle important dans les années 1950 à 1970. Lester Maddox, ancien gouverneur de Géorgie, était membre fondateur. Gordon Lee Baum, un avocat à la retraite, était CEO jusqu'à sa mort en mars 2015,. Earl P. Holt III de Longview, Texas, est le président. Leonard Wilson, ancien membre du comité d'État de l'Alabama pour les partis républicains et démocrates, était l'un des fondateurs.
L'organisation tient souvent des réunions avec diverses autres organisations ethno-nationalistes aux États-Unis et rencontre parfois des organisations nationalistes d'Europe. En 1997, plusieurs membres du CofCC assistent à un événement organisé par le parti du Front national de Jean-Marie Le Pen.

## Accueil
Divers critiques décrivent l'organisation comme un groupe haineux. La plupart des conservateurs ne le considèrent pas comme conservateur et pensent que l'organisation a ajouté le mot conservateur à leur nom afin de cacher leur véritable idéologie. Le New York Times l'a appelé un groupe séparatiste blanc avec un programme suprémaciste blanc à peine voilé. L'Anti-Defamation League a déclaré : « bien que le groupe affirme ne pas être raciste, ses dirigeants trafiquent avec d'autres groupes suprémacistes blancs ». Le CofCC est considéré par le Southern Poverty Law Center (SPLC) comme faisant partie du « mouvement néo-confédéré » et Max Blumenthal l'a appelé la première organisation raciste de l'Amérique et fondamentalement dangereuse pour l'Amérique.